# Mariebergs naturreservat
Mariebergs naturreservat är ett naturreservat beläget i Ytterby och Romelanda socknar i Kungälvs kommun i Bohuslän, strax norr om Kungälv. Området, som sträcker sig utmed Göta älvs västra strand, täcks till stora delar av lövskog med en rik lundflora. Reservatet inrättades 1974 och har en areal på cirka 180 hektar. Det förvaltas av Västkuststiftelsen.